# Осек-Дравський
Осек-Дравський (пол. Osiek Drawski, нім. Wutzig) — село в Польщі, у гміні Вешхово Дравського повіту Західнопоморського воєводства.
Населення — 345 осіб (2011).
У 1975-1998 роках село належало до Кошалінського воєводства.

## Демографія
Демографічна структура станом на 31 березня 2011 року:
|          | Загалом | Допрацездатний вік | Працездатний вік | Постпрацездатний вік |
| -------- | ------- | ------------------ | ---------------- | -------------------- |
| Чоловіки | 187     | 29                 | 140              | 18                   |
| Жінки    | 158     | 23                 | 102              | 33                   |
| Разом    | 345     | 52                 | 242              | 51                   |